# Hieroceryx glomiger
Hieroceryx glomiger là một loài tò vò trong họ Ichneumonidae.